# Monastère de Klisura
Le monastère de Klisura (en serbe cyrillique : Манастир Клисура ; en serbe latin : Manastir Klisura) est un monastère orthodoxe serbe situé à Dobrače, dans le district de Zlatibor et dans la municipalité d'Arilje, dans l'ouest de la Serbie. Il est inscrit sur la liste des monuments culturels protégés de la république de Serbie (identifiant no SK 498).
Le monastère abrite une communauté de religieuses.

## Présentation
Le monastère se trouve sur la rive gauche de la rivière Moravica, sur la route Arilje-Ivanjica. Autrefois connu sous le nom de « monastère de Dobrača », il tient son nom actuel de la « gorge » (en serbe : klisura) que forme à cet endroit la rivière Moravica.
Le bâtiment le plus important de l'ensemble monastique est l'église Saint-Michel-et-Saint-Gabriel, construite au XIIIe siècle sur le modèle de l'église Saint-Achille d'Arilje.

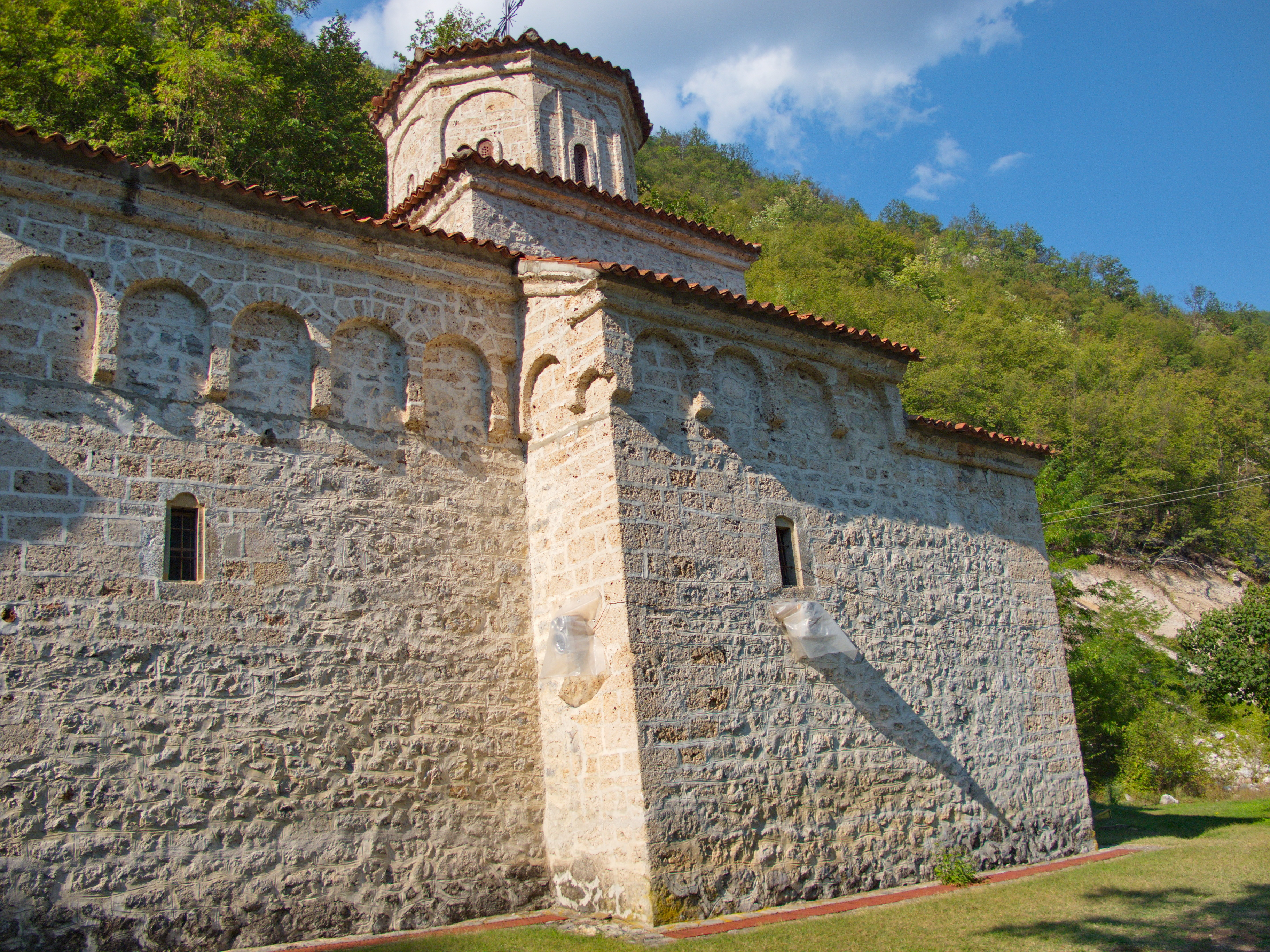
Autre vue de l'église

Caractéristique de l'école rascienne, elle est surmontée par un dôme. Elle a été retouchée en 1798.

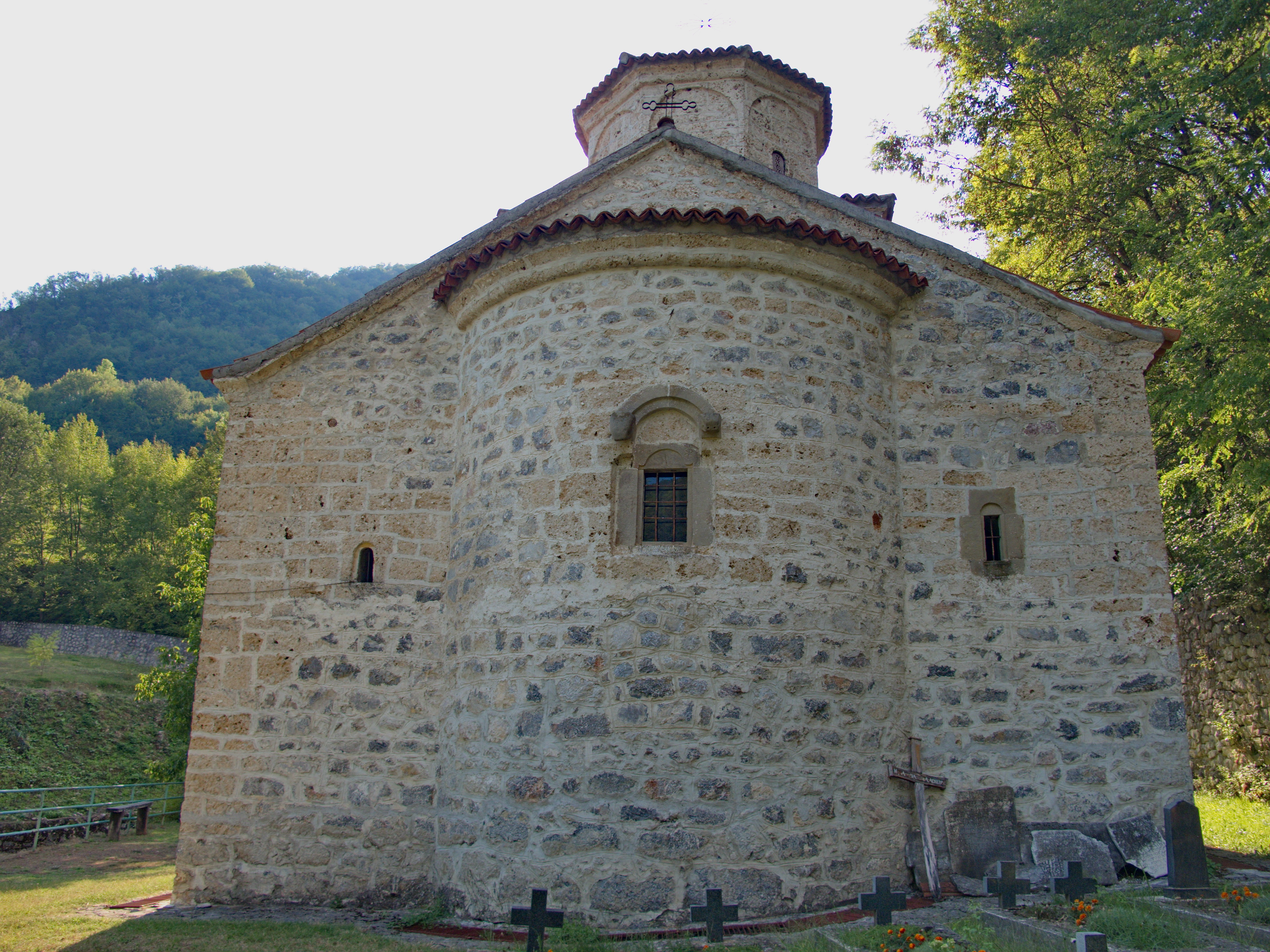
Le chevet de l'église

L'intérieur de l'édifice abrite des fresques et des icônes peintes par Simeon Lazović et Dimitrije Posniković.